# Urmince
Urmince é um município da Eslováquia, situado no distrito de Topoľčany, na região de Nitra. Tem 10,91 km² de área e sua população em 2018 foi estimada em 1.409 habitantes.

## Demografia
| Ano:        | 1994 | 2004   | 2014   | 2024   |
| ----------- | ---- | ------ | ------ | ------ |
| Broj ljudi: | 1370 | 1389   | 1414   | 1381   |
| Razlika:    |      | +1,38% | +1,79% | -2,33% |

| Ano:               | 2023 | 2024   |
| ------------------ | ---- | ------ |
| Número de pessoas: | 1401 | 1381   |
| Diferença:         |      | -1,42% |